# Segretario di seggio
Il segretario dell'ufficio elettorale di sezione, detto informalmente segretario di seggio, è uno dei componenti dell'ufficio che si insedia presso ogni sezione elettorale in occasione delle consultazioni elettorali o referendarie previste dall'ordinamento italiano.

## Nomina e sostituzione

### Nomina del segretario di seggio
La nomina del segretario è effettuata dal presidente di seggio prima dell'insediamento dell'ufficio elettorale.
Al pari degli altri membri del seggio (scrutatori e presidente) e dei rappresentanti di lista, il segretario ha facoltà di votare presso la sezione a cui è stato assegnato, anche se diversa da quella in cui risulta iscritto.

### Requisiti
Per svolgere le funzioni di segretario di seggio, occorre possedere i seguenti requisiti:
- essere cittadini italiani maggiorenni;
- essere iscritti nelle liste degli elettori del comune in cui si trova il seggio;
- aver conseguito un titolo di studio non inferiore al diploma di istruzione secondaria di secondo grado (diploma di scuola media superiore).

Non possono, in ogni caso, ricoprire l'incarico di segretario:
- coloro che hanno compiuto il 70º anno di età;
- i dipendenti del Ministero dell'interno, del Ministero delle poste e delle telecomunicazioni[A 1] e del Ministero dei trasporti[A 2];
- gli appartenenti alle forze armate in attività di servizio;
- i medici provinciali, gli ufficiali sanitari e i medici condotti;
- i segretari comunali;
- i dipendenti comunali addetti o comandati a prestare servizio presso gli uffici elettorali comunali;
- i candidati alle elezioni per le quali si svolge la votazione;
- i rappresentanti di lista.

In Sicilia, inoltre, limitatamente all'elezione diretta del sindaco, del presidente della provincia, del consiglio comunale e del consiglio provinciale, non possono ricoprire tale incarico gli appartenenti al medesimo nucleo familiare del presidente del seggio, né i suoi parenti e gli affini fino al terzo grado di parentela.

### Sostituzione del segretario di seggio
In caso di assenza o di sopraggiunto impedimento, il segretario viene sostituito da uno scrutatore scelto dal presidente di seggio.

## Compiti
I principali compiti del segretario sono i seguenti.
Egli/Ella:
- compila tutti gli esemplari dei verbali delle operazioni elettorali del seggio;
- assiste il presidente nell'esercizio delle sue funzioni;
- assiste alla redazione delle tabelle di scrutinio durante le operazioni di spoglio dei voti;
- raccoglie gli atti da allegare ai verbali;
- confeziona i plichi contenenti i verbali stessi e tutti gli atti relativi alle operazioni svolte.

Il segretario di seggio è considerato, per ogni effetto di legge, pubblico ufficiale durante l'esercizio delle sue funzioni; pertanto gli possono essere ascritti i reati di abuso d'ufficio, concussione, corruzione, peculato e rifiuto e omissione d'atti d'ufficio, oltre ai reati specifici contemplati dalla normativa elettorale.

## Indennità e permessi

### Indennità di servizio
Al segretario di seggio spetta un'indennità di servizio in denaro, la cui entità è stabilita per legge e varia in funzione del numero di consultazioni che si svolgono nel medesimo giorno. Tale compenso non costituisce reddito e non deve dunque essere indicato nella dichiarazione dei redditi del percipiente.

### Diritti dei lavoratori impegnati nelle operazioni elettorali
I componenti dei seggi elettorali, se lavoratori dipendenti, hanno diritto a un giorno di riposo retribuito per la domenica in cui si svolgono le elezioni, oltre a uno oppure due giorni di permesso retribuito per il sabato e il lunedì, in cui si tengono generalmente l'allestimento del seggio e lo scrutinio.

### Annotazioni
1. ↑  Dal 2008 accorpato nel Ministero dello sviluppo economico.
2. ↑  Dal 2008 accorpato nel Ministero delle infrastrutture e dei trasporti.

### Fonti
1. ↑  Decreto del presidente della Repubblica 16 maggio 1960, n. 570 – Testo unico delle leggi per la composizione e la elezione degli organi delle amministrazioni comunali, articolo 20.
2. ↑  Legge 21 marzo 1990, n. 53, articolo 2.
3. ↑  Decreto del presidente della Repubblica 16 maggio 1960, n. 570 – Testo unico delle leggi per la composizione e la elezione degli organi delle amministrazioni comunali, articolo 40.
4. ↑  Decreto del presidente della Repubblica 30 marzo 1957, n. 361 – Testo unico delle leggi recanti norme per la elezione della Camera del deputati, articolo 38.
5. ↑  Decreto del presidente della Repubblica 16 maggio 1960, n. 570 – Testo unico delle leggi per la composizione e la elezione degli organi delle amministrazioni comunali, articolo 23.
6. ↑  Legge regionale 15 settembre 1997, n. 35 – Nuove norme per la elezione diretta del sindaco, del presidente della provincia, del consiglio comunale e del consiglio provinciale, articolo 16.
7. ↑  Decreto del presidente della Repubblica 16 maggio 1960, n. 570 – Testo unico delle leggi per la composizione e la elezione degli organi delle amministrazioni comunali, articolo 24.
8. ↑  Articoli 314, 317, 318, 319, 323 e 328 del codice penale italiano.
9. ↑  Decreto del presidente della Repubblica 16 maggio 1960, n. 570 – Testo unico delle leggi per la composizione e la elezione degli organi delle amministrazioni comunali, articoli 86-103.